# Pascoal Luvualo
Pascoal Luvualo "Kiavua" (Maquela do Zombo, 16 de outubro de 1931 — Luanda, 28 de maio de 1992), foi um dirigente sindicalista, economista, diplomata e deputado angolano.
Foi secretário-geral da União Nacional dos Trabalhadores Angolanos (UNTA) por dois períodos, vice-presidente do Conselho Mundial da Paz, membro do Bureau Presidencial da Federação Sindical Mundial e teve outras funções de relevo a nível do sindicalismo internacional.
Teve o codinome "Andrade de Prizas".

## Biografia
Filho de Luvualu Lua Mboma e de N'kamu Luvualu, Pascoal Luvualo nasceu no dia 16 de outubro de 1932, na vila de Mabanza Buanga, território comunal de Quibocolo, no município de Maquela do Zombo, província do Uíge.
Em 1943 migra com os pais para Quinxassa, ainda no Congo Belga, onde posteriormente emprega-se como estafeta e professor em escolas primárias e secundárias.
No Congo Belga, Pascoal Luvualo aderiu, em setembro de 1952, à Federação Geral do Trabalho da Bélgica (FGTB), instituição de tendência socialista, que lhe permite imigrar para a Alemanha Oriental para estudar economia na Universidade dos Sindicatos Alemães "Fritz Heckert".
Retorna a Quinxassa, no Congo Belga, para fundar, em 16 de abril de 1960, a União Nacional dos Trabalhadores Angolanos (UNTA). No ato de fundação, é eleito secretário-geral da central sindical. Além de Luvualo, estavam presentes no ato de fundação, dentre outros nomes, Bernardo Dombele Mbala, Francisco Ndombe, Fernando Kiesse, Francisco Nsingui Massala, Emílio Mbidi, Pedro Fernando Mavunza, Joséph Kiala, António Fuca e Adolfo Tshicalanga.
Luvualo fez seu pedido de adesão formal ao Movimento Popular de Libertação de Angola (MPLA) no dia 10 de outubro de 1960, enquanto ainda estava em Lípsia, na Alemanha Oriental. Seu pedido foi feito como membro-fundador e secretário-geral da UNTA, subscrito por Dombele Mbala Bernardo como co-fundador. O pedido foi aceito em Conacri por Viriato da Cruz.
Embora a liderança da UNTA tenha estado em associação com o MPLA desde 1960, foi somente com a criação da Frente Democrática de Libertação de Angola (FDLA) que a organização sindical passou a operar nas bases do partido. O projeto da FDLA surgiu em 1963, sendo elaborado por Agostinho Neto, Viriato da Cruz e Luvualo. Em 1964 a UNTA já estava totalmente integrada ao MPLA.
Em 1968 é eleito membro do comité director do partido, e designado, em 1972, para o cargo de secretário do Comité de Coordenação para as Relações Exteriores.
Em 1974 deixa a direção da UNTA para ser eleito membro do Comité Central do MPLA e no mesmo ano é nomeado chefe de Departamento para as Relações Exteriores, função que assumiu até 1975 quando é reeleito membro do Comité Central e suplente do Bureau Político, coordenando a Comissão Central de Controlo do Partido em acumulação com o cargo de secretário do Comité Central para as Relações Exteriores.
Continuou membro do Bureau Político do MPLA, assumindo novamente como secretário-geral da UNTA em 1977, permanecendo em funções até 1991.
Na data da morte de Agostinho Neto, em 1979, integrou a Comissão de Direção Nacional, o conselho de governo interino angolano, que trabalhou sob a supervisão Lúcio Lara, e era composta também por Pedro Pedalé, José Eduardo dos Santos e Ambrósio Lukoki.
Em 1980 foi eleito deputado a Assembleia do Povo, coordenando a Comissão de Saúde, Trabalho, Segurança Social e Assuntos Comunitários. Foi reeleito em 1986.

## Vida pessoal
Pascoal Luvualo casou-se com Maria Luvualo, com quem teve três filhos: Godelive Luvualu, nascida em 1961; Pedro Luvualu, nascido em 1963, e; Julienne Luvualu, nascida em 1965. Teve segundas núpcias com Elsa Pinto, com quem teve os filhos José Pinto Luvualu "Action Nigga", Ronieven Pinto Luvualu e Pascaline Pinto Luvualu.

## Morte
Morreu em Luanda, no dia 28 de maio de 1992.